# Dominik Lentini
Dominik Lantini, właśc. wł. Domenico Lentini (ur. 20 września 1770 w Laurii, zm. 25 lutego 1828 tamże) – włoski kapłan, błogosławiony Kościoła rzymskokatolickiego.
W 1793 roku otrzymał święcenia diakonatu w Mormanno, a w 8 czerwca 1794 roku otrzymał święcenia kapłańskie w katedrze w Marsico Nuovo. Był proboszczem parafii w Laurii na południu Włoch.
Zmarł w wieku 58 lat w opinii świętości.
W 1935 roku papież Pius XI ogłosił go czcigodnym, a beatyfikował go Jan Paweł II  w dniu 12 października 1997 roku.